# 列夫·朗道
列夫·达维多维奇·朗道（俄語：Лев Дави́дович Ланда́у，羅馬化：Lev Davidovich Landau，1908年1月22日—1968年4月1日），蘇聯著名物理學家，凝聚态物理学的奠基人，苏联科学领军人之一，同时擅长理论物理多个分支领域，在理論物理裡多個領域都有重大貢獻。以惊人的物理直觉、杰出的物理研究成果、扎实的基本功、精炼的著作风格和严格的性格而为人熟知。他由於「關於凝聚態物質的開創性理論，特別是液氦」獲得1962年的諾貝爾物理學獎。他反对苏共独裁，并曾因反革命罪入狱。1962年，仍活跃于研究前沿的朗道发生严重车祸，工作能力受损，身体状况大不如前，6年后去世。朗道去世多年后，阿列克谢·阿布里科索夫及维塔利·金兹堡凭借早年与朗道共同建立的超导体和超流体理论也于2003年获得诺贝尔物理学奖。

## 生平

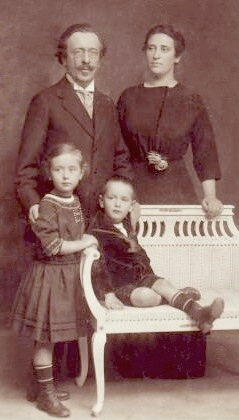
朗道一家人。

### 早年
1908年1月22日，列夫·朗道出生于俄国里海边上的石油城巴库（今亞塞拜然共和国首都）。“列夫”（Лев）这个名字在俄语里是“雄狮”的意思。他的父亲达维德·勒沃维奇·朗道（Давид Львович Ландау，也可以翻译成“大卫·朗道”）是犹太人，為一名當地油田上的工程师；母親柳博芙·维尼娅米诺夫娃·加尔卡维-朗道（Любовь Вениаминовна Гаркави-Ландау）則是一名醫師。朗道的家庭重视科学教育。朗道小时候身体瘦弱，性格高傲倔强，而且表现出很高的數學天赋。朗道小的时候适逢烽火岁月，没有长期稳定的学校教育，但这也给了能力出众的朗道很多的自学时间。他七八岁时就已通晓初等数学知识，并在十二三岁时就已掌握了微积分，高等数学的思维方式对他来说已如本能一样。朗道志存高远，重视高等数学基本功的训练，认为尽早打下坚实的数学基础能为以后追寻科学梦想减轻数学学习压力。朗道在班上年龄最小，个子也最小，与同龄人玩耍并不多，把大量的时间都花在数学知识的学习上。他跟父亲争辩说，文学课一类的并没用，如果相关科目获得了及格以上的分数反而不是什么可夸耀的事情。因为朗道个性固执且叛逆，还策划要自杀，差点被学校开除学籍。13岁时，朗道中学毕业。朗道多次表示不觉得自己是神童。
个性倔强的朗道赶上了一个有利于他成长的好时代。20年代初，刚建立的苏联政权盛行革命与反叛的潮流，影响一直延伸到教育界。像朗道这样并不循规蹈矩的学生在那个年代反而容易打破传统教育系统壁垒，获得进入大学就读的机会。当时的苏联政权积极为低阶层的人群提供受更多教育的机会，并且以学位制度是旧社会的腐朽残余为理由，要取消学位制度。当时的毕业和升学也不需要严格考试或写毕业论文。1920年，朗道因政局动荡，在家休学一年。父母认为他年龄还不够上大学，次年便让他随他姐姐索菲娅入读巴库经济专科学校。不过，他并不喜欢学习经济学。他的姐姐后来则继承父业，也成为一名化学工程师。

### 高等教育经历
1922年，14岁的朗道被巴庫國立大學录取，成为该校年龄最小的学生。他同時攻讀2個科系：數學和物理學系和化學系。雖然後來不再繼續學習化學，但仍一直維持對這門學科的興趣。这所学校虽名为大学，但是教学条件和师资力量没有完全达到普通大学的水平。1924年，朗道又和姐姐一样，转至列寧格勒國立大學。在這兒他第一次認識到真正的理論物理，並且決定全心投入這方面的研究。朗道在列宁格勒大学时常与乔治·伽莫夫和德米特里·伊万年科交流物理前沿的学习心得，这3人被称为该校的新锐少年“三剑客”。（有的说法把马特维·布朗施坦因也算进去了。）他们的这个三人团体就是以喜爱捣蛋闻名的所谓“物理爵士乐队”（physical jazz-band），其中每个人都有外号：“约翰尼”（“Jonny”，指伽莫夫，由其名演变而来）、“迪慕斯”（“Dimus”，指伊万年科，由其名演变而来）和“道”（“Dau”，指朗道，由其姓氏演变而来）。他们一起诵读诗歌，用物理术语在墙上涂鸦，做不遵守文明纪律的事情，也会去捉弄其他学生，尤其是拿高年级的学长开玩笑。朋友带来的友情冲淡了朗道心中的孤独和胆怯。不过他没能吸引到很多女同学的目光，虽然他有一直想办法改善异性缘并总结经验。1926年，朗道发表第1篇论文，研究关于双原子分子光谱谱线的理论。1927年從该校畢業後，他進入列寧格勒物理技術研究院，並在1929年（21歲）取得副博士學位。不过由于当时宽松且混乱的学术环境，朗道并没有写出正式的毕业论文就拿到了学位。同年，在蘇聯政府和洛克菲勒基金會的資助下，朗道得以遊歷歐洲作研究。

### 游学欧洲
朗道此次游学欧洲收获丰富。在哥廷根（有马克斯·玻恩在）和莱比锡（有维尔纳·海森堡在）短暂地停留之后，朗道来到哥本哈根玻尔研究所，跟从著名物理学家尼爾斯·玻爾等人研究量子力學。在那里，朗道参加了玻尔主持的理论物理讨论班，初步展露出才华。22岁的朗道提出了金属电子的抗磁性理论。爱因斯坦有一次作演讲时被年轻的朗道敏锐地指出了一处推理漏洞，转而对着黑板思索后说：“后面那位年轻人说得完全正确，诸位可以把我今天讲的完全忘掉。”玻尔在物理方面的直觉也令朗道佩服不已，后来朗道时常提到自己是玻尔的学生，虽然这次他只在玻尔研究所工作了4个月（他在1933年和1934年又来到哥本哈根）。之后，朗道还访问了劍橋和蘇黎世（有沃尔夫冈·泡利在）。瑞士苏黎世读博士后的同学里耶尔斯（Rudolph Reierls）回忆说：“我还清晰记得朗道1929年在苏黎世出现在泡利的系里时，给我们留下的深刻印象。 ...没过多久就能发现他对现代物理学的深刻认识和他解决基础问题的技巧。他很少详细阅读理论物理学的论文，只是大概看看问题是否有趣，如果有趣，作者的方法是什么。然后他开始自己计算，如果答案和作者的一致，他就赞同这篇文章。”他在劍橋時，參訪了歐尼斯特·拉塞福主持的卡文迪许实验室，并在那里结识了另一位苏联物理学家彼得·卡皮查。
在位于哥本哈根的玻尔档案馆中，保存着一张朗道年轻时与奥斯卡·克莱因、玻尔、海森堡、泡利、乔治·伽莫夫及亨德里克·克雷默等众多名人坐在一排的合影。

### 回国
1931年，朗道回到蘇聯。不久后，苏联与西方国家的关系开始紧张起来，朗道此后再未获得机会前往西方国家交流。1932年-1937年，他担任哈尔科夫物理技术研究所的理论部主任，在此遇上了得意门生叶夫根尼·利夫希茨（又译为“栗弗席兹”），并一起开始筹划编写名著《理论物理学教程》。“朗道学派”（Landau school）在此期间开始萌芽，哈尔科夫物理技术研究所成为苏联物理学的研究中心。1934年，他未经答辩便直接获得物理与数学科学全博士学位。1937年，朗道前往莫斯科，在卡皮查的物理问题研究所担任理论部主任。

### 入狱及中后期研究
在大清洗期間，朗道与他的朋友摩西·科列茨在信中谴责斯大林并将斯大林政权与纳粹德国和意大利法西斯政权等同，并号召推翻斯大林主义政权。二人原计划在五一劳动节散发该传单。他因此受到官方調查。1938年4月28日，朗道和科列茨等友人因「煽动反革命罪」被捕，囚禁在內務人民委員部的監獄。為了把朗道保出来，彼得·卡皮察私底下寫信給斯大林擔保朗道的行事作為，并亲赴莫斯科克里姆林宫为朗道说情。卡皮察担保全苏联只有朗道才能解决自己一年前在实验中所发现的液氦超流态的物理机制问题，从而为苏联在国际上争光。高层人物贝利亚相信了卡皮察关于朗道的能力对国家有利用价值的说法，并为释放朗道打通关系。在卡皮查等人的努力下，朗道一年后获释。朗道不负众望，成功建立了液氦超流性的理论。
1946年，仍有政治问题嫌疑的朗道在贝利亚的许可下当上了苏联科学院院士。
朗道曾经参与苏联的核武器研制计划，在其中进行数值计算方面的工作，并因此2次获得斯大林奖，还在1954年被授予「社会主义劳动英雄」称号。
1956年，他见到了小自己一辈的百科全才默里·盖尔曼。当时的盖尔曼刚刚成为量子物理学新一代的权威理论科学家，也和朗道一样都看不起应用领域的研究。他们对重整化技术等量子场论话题展开了一些探讨和争论。1960年，他在基辅再次见到了步入晚年的前辈维尔纳·海森堡。
到了尼基塔·赫鲁晓夫上台期间，朗道曾再次申请出国进行学术交流。但因朗道对政府的抱怨和抨击被窃听，出行计划未能获得批准。

### 车祸与晚年
1962年1月7日，朗道出了一次严重的车祸，震动了整个物理学界。众多苏联物理学家聚集到朗道的病房，在医院的长廊点上烛光为他祈祷。玻尔亲自安排了一流的医生前往莫斯科。知名神经外科专家怀尔德·潘菲尔德也参与了救治。车祸严重损害了朗道的身体健康。他在昏迷了57天后才恢復意識。
据环球科学报道，时枝正曾在朗道的传记中看到，朗道重伤醒来后看到自己的儿子时，先问了儿子一道微积分习题。看到儿子没能算出答案，朗道说：“你觉得自己是一个受过教育的人，却无法完成这么简单的任务。”
这年年底，诺贝尔物理学奖授予朗道，表彰他在液態氦的超流體理论方面作出的贡献。由于健康原因，奖项破例由瑞典驻苏联大使在莫斯科代为颁发。朗道对自己能获得诺贝尔奖也非常意外。
1968年4月1日，朗道因於車禍後健康逐漸惡化去世，享年60歲。死後其遺體下葬在莫斯科新圣女公墓。朗道学派的物理学家А·米格代尔提议请苏联知名抽象派雕塑家恩斯特·伊兹韦斯内伊为朗道的墓塑造了半身铜像。雕像上的朗道看起来脸型偏瘦且愁容满面。

## 學術研究

### 朗道十诫
朗道是凝聚态物理学的主要开拓者。该学科在朗道的推动下快速发展起来，现在已经形成一个热门且应用价值广泛的物理学主要分支，涵盖固体物理、金属物理、粘稠流体、超导物理、物态及相变、介观物理学、巨磁阻效应等多个大的子研究领域，其中有数项重要观点和概念都是朗道第一个提出的。1958年，为了庆祝朗道的50岁寿辰，苏联原子能研究所的伊萨克·基科因院士专程带人赠送给他两块青石板，上面仿照《圣经》中的“摩西十诫”，刻着朗道在物理学中作出的最重要的十项贡献，被称为“朗道十诫”：
1. 量子力学中的密度矩阵和统计物理学（1927年）；
2. 自由电子的抗磁性量子理论（1930年）；
3. 二级相变的研究（1936～1937年）；
4. 铁磁性的磁畴理论和反铁磁性的理论解释（1935年）；
5. 超导体的混合态理论（1934年）；
6. 原子核的几率理论（1937年）；
7. 氦Ⅱ超流性的量子理论（1940～1941年）；
8. 基本粒子的电荷约束理论（1954年）；
9. 费米液体的量子理论（1956年）；
10. 弱相互作用的CP不变性（1957年）。

朗道的数学功底非常扎实，喜欢用简单而深刻的物理模型说明问题。这种风格受到了玻尔的影响，也深深影响了后世的苏联物理学家。

### 物态相变研究
在朗道之后，美国物理学家默里·盖尔曼同学生肯尼斯·威尔森一起提出重整化群，替代了朗道的相变理论。

### 固体物理
在固体物理学方面，朗道提出了著名的元激发(elementary excitation)，引入了声子的概念。

### 超导领域
在超导领域，朗道将自己提出的二级相变观点推广到超导现象的量子机制研究中，得到了金兹堡-朗道方程。金兹堡-朗道方程是对伦敦方程的进一步发展，也为后来更著名的超导BCS理论理论做好了铺垫。金兹堡-朗道理论还可以用于超流体、非线性波动、模式形成（pattern formation）、液晶现象、超对称共形场论等一大批物理课题，其核心思想“自发对称性破缺”还启发了南部阳一郎，从而在有关希格斯粒子的热门研究中获得广泛应用。
朗道与金兹堡的超导理论也是唯象论的代表成就。

### 核武器
朗道从事应用方面的研究时也喜欢玩高观点、搞新技术。应用研究很少见于朗道的论文集，参与核武器研发就是他研究生涯中少有的被迫从事应用类研究的例子。朗道在雅可夫·泽尔多维奇的带领下负责数值计算工作，但朗道并不像美国对手们一样使用计算机解决计算量很大的难题，这说明他发明了更厉害的新计算方法以绕过传统方法的计算困难。他此期间的工作后来编成了1958年出版的讲义《一种基于网格法的偏微分方程数值方法》（Numerical Methods of an Integration of Partial Equations by a Method of Grids）。
他还曾与其他几位苏联专家一起论证了从美国对手爱德华·泰勒那边秘密搞过来的一种设计方案的不可行性。等到领导人约瑟夫·斯大林一去世，朗道就设法找机会脱离了苏联的核计划。

### 天体物理学
在天体物理学方面，朗道早在1931年春天同尼尔斯·玻尔、莱昂·罗森菲尔德等人讨论时，就猜想宇宙中会存在特别致密的天体，但其论文到1932年才发表。1932年，中子被发现后，朗道随即大胆地提出了“中子星”一词（更确切地说，朗道称其为“中子核”）。朗道在只有4页纸的简短论文中，独立推导出了著名的钱德拉塞卡极限。印度青年天体物理学家苏布拉马尼扬·钱德拉塞卡当时因巨大质量星体演化理论不被认可而遭到孤立，而朗道发表的致密星体研究和命名中子星的举动为他提供了支持。朗道还曾半开玩笑地提到过，也许世界上还会出现核心密度大到“连常规量子力学定律都不再适用”（"the laws of ordinary quantum mechanics break down..."）的奇怪天体。
美国物理学家罗伯特·奥本海默当时也关注了朗道的论文，并从中获得灵感。奥本海默后来算出了同样知名的奥本海默极限，并获得朗道的赞同。

## 教育工作
朗道对学生的要求极其严格，他的学生要做大量的习题，毕业之前还要通过朗道难度极大的考试。他和学生叶夫根尼·利夫希茨编写的《理论物理学教程》深度和难度都很大，被奉为20世纪物理学的经典著作。按照利夫希茨的最后筹划，整套书俄文版总篇幅超过4600页。朗道的学生在进行科研工作之前都要通读此书，并通过基于这些教材的困难考试。朗道称通过其考试只是“理论最低要求”（theoretical minimum），学生则用双关语戏称其为「朗道势垒」。朗道在考试时会离开教室，然后每隔20分钟巡视一次，遇到解題思路不对的学生会在其身旁发出声响作为暗示。从1934年到朗道出车祸前的1961年，在这近30年的时间内仅有43人成功通过考试。这43人中至少有18人后来成为苏联或加盟共和国的科学院院士或通讯院士，有1位获得诺贝尔物理学奖，还有一部分人因之前备考压力过大而在通过考试后丧失了对物理的兴趣。除此之外，朗道还要求学生务必熟练掌握英文和德文。
朗道是苏联理论物理学界“朗道学派”的领袖，与他好友伊戈尔·塔姆带领的“塔姆学派”及尼古拉·博戈柳博夫的学派都是苏联理论物理研究的主力军。朗道和塔姆在学风和对核计划的态度上完全不同，但是在生活里走得很近，以至于苏联中央委员会认为“塔姆-朗道”集团是串通好了要一起将党的影响力排斥在科学研究之外。
苏联早期的物理学界可以粗略分为2类派系：发展西方新物理学（相对论和量子论）的进步派和不支持（甚至是抵制）新物理学的保守派。矛盾的产生是由于辩证唯物主义已经成为苏联的意识形态基础，但量子论和相对论中的许多概念经常被一些不了解的人误指为是一种唯心主义。进步派在人数比例上占优，但是经常需要应对来自政府官员的质疑。朗道、伊戈尔·塔姆，以及更早一辈的阿布拉姆·约费、利奥尼德·曼德斯塔姆、德米特里·罗日杰斯特文斯基等人都属于进步的一派。

## 政治倾向
朗道是理想主义者，倾向于共产主义，自认为是世界公民，追求平稳缓和的政治演变，但是不喜欢专制极权，也不想看到社会出现混乱和动荡，对民族主义有着警惕的心，认为苏联出于政治需要的过度爱国主义宣传“妨碍了我国的科研工作”。他认为苏联的制度问题起源于列宁所犯的失误，而且觉得苏联的道路走不长久。
关于入狱一事，据后来解密的克格勃文件显示，朗道经查实确实有秘密加入反政府团体，以及在反政府游行的传单上签名，并准备散布出去。（不过对于克格勃的调查结果有一定的争议，有说法认为朗道是被诬陷）这可能是由于朗道对于斯大林政府在大清洗期间的所作所为感到失望和不满。（朗道有不少同事都在先前的政治运动中遭受冲击，甚至被处死。例如马特维·布朗施坦因以及伊戈尔·塔姆的1个弟弟都没能保住性命，朗道的好友尤里·鲁莫尔也于1938年锒铛入狱。）不过由于好友彼得·卡皮查全力担保朗道是“因平时不积口德、不会处理人际关系而被人诬陷”，以及朗道本人确实拥有出众的科研实力，斯大林最后释放了他。朗道出狱后迅速建立了描述液氦超流态的理论，苏联的克格勃机关则没有放松对他的监视，指控也没有撤销掉。也有说法支持朗道是清白无辜的。
朗道熬到领导人约瑟夫·斯大林去世后再次申请出国时，克格勃又调取了朗道自1947年到1957年间被窃听的谈话记录，结果认定朗道还是对苏联政府非常不满。“我们的这个政权，根据我1937年以来的经验，绝对是一个法西斯政权。...只要它还存在，指望它会改善简直是开玩笑。让这个政权和平地消失是关系到人类命运的问题。”

## 个人生活
朗道喜欢让自己的学生和关系亲近的人称呼他为“道”(俄語：Дау）而非“朗道”。据说这个绰号是德米特里·伊万年科给他起的。
与多数苏联人不同，朗道对酒不感兴趣。朗道也不喜欢语文和写作，这导致他的著作大多都是同其他人合作完成的。朗道有一幅演奏乐器的摆拍照片，但是他实际上从不玩乐器。
此外，朗道也喜爱朗诵诗歌。

### 性格
老同事彼得·卡皮查认为朗道性格高傲，脾气暴躁，经常出言不逊，批评其同事和老一辈物理学家，辱骂学生，这使他一生树敌众多。朗道有一定的精神洁癖，看待问题容易绝对化。据说自从和大学时代的好友德米特里·伊万年科因政治方面的原因而决裂后，他就把对方说得一无是处，而且再也没把和对方合作过的作品收录于自己的选辑中。只是在朗道面前提起伊万连科的名字都会导致和朗道处不好关系。有人曾在他的办公室门上写“当心！此君咬人！”（Beware! He bites!）。他在列宁格勒物理研究所因为得罪了老师阿布拉姆·约费而离开，后来又在哈尔科夫研究所因为得罪院长而离开。其好友尤里·鲁莫尔说朗道在成名后，锋芒有所收敛。
有很多涉及朗道傲慢自大一面的传闻在其同事们和徒子徒孙中口口相传，其中不可避免地会有一定程度的扭曲、杜撰的情况存在。这些传闻有不少已经收录进入正式的文献资料，所以有一部分历史真相变得难以考证了。
朗道与另一位苏联理论物理大师雅可夫·泽尔多维奇本来也是好朋友。朗道在核武器研究期间就是在泽尔多维奇带领的小组工作。泽尔多维奇视朗道为老师，朗道则推荐泽尔多维奇入选科学院通讯院士（要成为苏联的院士先要有通讯院士的资格）。不过从50年代开始，朗道对泽尔多维奇不再友好。因为泽尔多维奇总是想拉朗道入伙去从事机密的工作，但是朗道很不情愿。
据物理学者管惟炎回忆，朗道是一个不怎么注意个人外在形象的人。朗道爱标新立异，常穿一身搭配十分奇怪的装束上班，这多半是为了出风头。

### 婚姻
1937年，朗道同孔克尔迪亚·德罗班塞娃(俄語：Конкордия Терентьевна Дробанцева，1908–1984)结婚。其独生子伊戈尔(俄語：Игорь Ландау，1946–2011)后来成为实验物理工作者。

### 朗道的排名
朗道爱以对数尺度给各种事物（包括物理学家、科学文章和女性等等）作高低排名。
朗道作了一張物理學家名字的列表，上頭以數值 0 到 5 作了分等级的排名。排在最前面的是艾薩克·牛頓，数值为0，其后是愛因斯坦，為 0.5 。數值 1 則獻給了量子力學的奠基者（尼爾斯·玻爾、維爾納·海森堡、保羅·狄拉克、埃爾溫·薛定谔）以及与他同时代的天才尤金·維格納等。朗道将自己列为2.5级，後來又将自己提升到2级。
据维塔利·金兹堡回忆，朗道后来对自己的物理学家排名不再那么频繁地提起，评价其他人时也更加严谨稳重。

### 逸闻
朗道曾在课堂黑板上方悬有一幅油画《牧人吹笛羊群吃草》。朗道自认为是画中的牧人，而学生是羊，上课如同吹着笛子催羊吃草。英文版的《理论物理学教程》还附有一幅流传广泛的“对驴讲经图”，暗示他的学生普遍被他轻视，给学生上课在他看来有几分对牛弹琴的意味。
尤里·鲁莫尔记得朗道于1929年时，曾失望地对他说：“正如所有的漂亮妹子不是已经和人家拍拖就是已经被人家娶走，所有的好问题也都被解决了……我都怀疑自己还能不能在剩下的东西里面发现任何有价值的课题。”然而就在第2年，朗道还是撞到了1个机会。
传说有一次尼尔斯·玻尔发电报问他如何评价保罗·狄拉克提出的正电子（也有说法是说“粒子空穴”）这个新点子，他毫不客气地只回覆了一个词——“垃圾”(德語：Quatsch)。不过由于当时的物理学观点争论很频繁，他这种说话口气还算不上得罪人。不过正电子不久后真的被赵忠尧和卡尔·安德森先后发现了。
有一次玻尔在苏联一所中学里对学生们讲话时说“我是不会不好意思说自己笨的”，朗道的学生叶夫根尼·利夫希茨却将其翻译成了“我是不会不好意思说你们笨的”。现场能听懂玻尔原话的人则哈哈大笑。
朗道有个比方，说人有3类，分别用三角形、倒三角形和菱形来代表。三角形（拉普拉斯算子）表示基础广博，头脑敏锐，玻尔当然是这一类；倒三角形（竖琴算子）表示没有基础，又头脑迟钝，这种人当然无缘作物理学家；朗道谦称自己是菱形，基础不够广博，头脑尚称敏锐。也有说法补充说还有一种形状是正立的正方形（达朗贝尔算子），代表头脑笨但坐得住者。
朗道厌恶罗列因素、不突重点的物理理论，明确区分“技术问题”和“理论物理”，把只谈“技术”的人从讨论班的讲台上撵下去。他轻视头脑笨的同行，晚年却因车祸受伤失去了过人的智力，最后又是在西方的愚人节去世。
朗道年轻时曾当面大胆地指出爱因斯坦演讲中的错误，但他也没能说服爱因斯坦相信量子力学的正确性。另有传闻说朗道曾在演讲时遇到同样很爱挑刺的前辈沃尔夫冈·泡利，并向对方示弱，但卢昌海认为此事可能只是杜撰的。
中国量子场论学者段一士1956年在莫斯科大学就读期间，曾给朗道做助教。朗道誇獎段一士是“最聪明的中国青年”。有一次朗道和弗拉基米尔·福克在争论广义相对论的一个问题，朗道问段一士说：“你站哪一边？”段只回答：“我站在真理的那一边！”

## 评价
朗道数学基本功和对物理的直觉都很好。但他也因此自负且偏执。朗道喜欢對前辈们挑刺，以显示自己的厲害。彼得·卡皮查给苏联领导人约瑟夫·斯大林的信中说朗道是个不好相处的同事，但也听得进劝告。《斯大林的伟大科学：苏联科学家的时代与冒险》（Stalin's Great Science: The Times and Adventures of Soviet Physicists）一书的作者A·波耶夫尼科夫（Alexei B. Kojevnikov）认为朗道从小时候起就是1个问题儿童，并且其个性缺点一直伴随着他长大成人。朗道的一大失误是在“θ-τ之谜”研究热潮期间，轻率地丢弃了由本国人约瑟夫·沙皮罗（I. S. Shapiro, 1918-1999）写的尝试说明宇称不守恒的重要论文，导致同样提出此理论的杨振宁、李政道和吴健雄等人组成的小组抢到了诺贝尔奖。不过朗道不久后又提出了“CP守恒”的崭新观点以挽回面子，这引出了后来CP并不守恒的新发现以及终极补救方案CPT对称的提出。
朗道虽然对自己的理论水平颇为满意，但是也同时表示自己对于从事实验研究并不拿手。朗道说自己是“最后一个全能物理学家”。但更确切地说，他是一个“全能理论物理学家”。朗道去世前曾感慨“我这一生过得不坏，我万事如意。”
量子物理宗师尼尔斯·玻尔曾评价青年朗道：“他一来就给了我们深刻的印象。他对物理课题的洞察力，以及对人类生活的强烈见解，使许多次讨论会的水平上升了。”
苏联原子弹计划领导者伊戈尔·库尔恰托夫院士写信请求苏联中央政府让朗道加入原子弹计划时，敬称朗道是“我国最伟大的理论物理学家”。朗道的好友彼得·卡皮查说：“朗道在整个理论物理学领域都做了工作，所有这些工作都可以用一个词来描述——卓越。”卡皮查还说朗道是“简单化作风和民主作风、无限偏执和过分自信的奇妙混合体”。
苏联氢弹计划领导者安德烈·萨哈罗夫曾在1947年说自己对于从事纯理论研究很不拿手，并说自己在这方面连朗道的徒弟伊萨克·波梅兰丘克都比不上，并用公式写下3人的理论研究功底排名（用姓氏英文拼写的首字母代表每个人）：L > P > S。1953年，当朗道听说萨哈罗夫入选苏联科学院时，直接表示萨哈罗夫不是理论学者，而只是个学物理的发明家。
美国广义相对论学者基普·索恩：“在20年代，西欧是理论物理学的圣地，几乎是每一个知名的理论物理学家的故乡。苏联的领导者们为了显示他们的恩赐，要把西方的理论物理灌输到苏联，没有别的选择，只好将他们年轻的理论家送到那儿去培养，也顾不上精神污染的危险了。在经历过到列宁格勒，然后去西欧，然后回苏联的年轻苏维埃理论家中，朗道在物理学界是最有影响的。 ...朗道高而瘦，对别人、对自己都很严厉。他很失望自己晚生了几年。他认为，物理学的黄金年代是1925-1927年。如果生得早些，他朗道也能加入其间了。实际上，量子力学和相对论的结果的探索才刚刚开始... (青年时代的)朗道虽然悲观，但他将成为探寻这些结果的核心人物。 ...1931年一回到列宁格勒，他就决心集中精力向苏联输入现代理论物理学...他取得了巨大的成功。”
苏联理论物理名家与核武器专家维塔利·金兹堡一直视朗道为自己的导师。他把朗道和美国物理领军人物理查德·费曼在才华上相提并论，并称“(在思维方式方面)没有人比费曼更像朗道”。1962年，金兹堡在于波兰召开的一次会议上遇到费曼时，费曼还向他询问刚刚遭遇车祸的朗道的伤势情况。当从金兹堡口中得知朗道觉得自己比不上费曼时，费曼说自己非常不敢当，并坚称朗道的高度评价是对自己的过誉。
曾最早提出宇称不守恒观点，但遭朗道否决的约瑟夫·沙皮罗（1918-1999）也写过回忆朗道的文章。该文后来收录于1989年出版的《朗道：物理学家兼普通人——关于朗道的回忆集》（Landau: The Physicist and the Man -- Recollections of L. D. Landau）中。
美国量子场论名家默里·盖尔曼认为朗道个性过于固执（stubborn），不如雅可夫·泽尔多维奇开明（open）和变通（flexible）。盖尔曼本人更偏爱泽尔多维奇的风格。盖尔曼还提到级别更高的朗道总是爱拿泽尔多维奇开玩笑。
苏联领袖数学家弗拉基米尔·阿诺尔德：“一个数学教师，如果至今还没有掌握至少几卷朗道和利夫希茨著的物理学教程，他（她）必将成为一个数学界的希罕的残存者，就好似如今一个仍不知道开集与闭集差别的人。”

## 荣誉
1961年，朗道获得了马克斯·普朗克奖章与弗里茨·伦敦纪念奖。
1962年，朗道受重伤醒来后，被授予诺贝尔物理学奖。颁奖委员会的人担心他身体撑不住长途旅行，破例为他在莫斯科举行了颁奖仪式。
朗道还同时是英国皇家学会外籍会员、丹麦皇家科学院会员、荷兰皇家科学院会员、美国国家科学院外国通讯会员、美国艺术与科学学会荣誉会员（the American Academy of Arts and Sciences）、英国物理学会会员和法国物理学会会员。

## 紀念

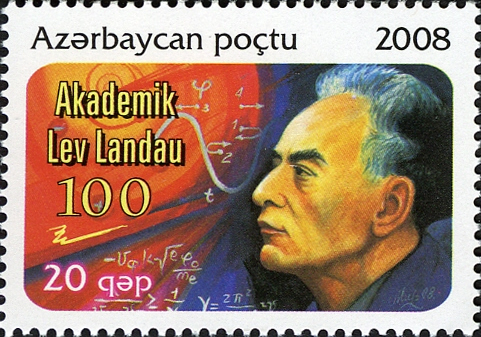
图为2008年阿塞拜疆发行的纪念朗道诞辰100年的邮票。朗道的出生地就是“火之国”阿塞拜疆的首都巴库。列夫·朗道的父亲就是巴库的石油技术工作者。西亚丰富的石油和天然气资源也是该地区自古以来盛行火焰崇拜的原因。

1965年，朗道之前的學生與同事成立了朗道理論物理研究所，地點位於靠近莫斯科的切爾諾戈洛夫卡。之後的30年由伊萨克·M·哈拉特尼科夫主持研究所。
苏联及俄罗斯理论物理学领域的最高奖被命名为“朗道奖”，后来又改名为“朗道金质奖章”。该奖项最初设立于朗道去世后不久的1971年。
蘇聯天文學家柳德米拉·雀尼克在1972年發現的小行星2142以朗道命名。月球上的朗道环形山也是以之命名。
在列夫·朗道的故乡阿塞拜疆巴库，有以他命名的朗道中学。这所学校取“列夫”（Лев）一名的俄文含义“雄狮”作为其校徽。

## 著作
朗道一生完成的著作多达120余部。

### 《理论物理学教程》
朗道和其学生叶夫根尼·利夫希茨的《理论物理学教程》以行文简练而又洞察深刻的风格著称于世。这套教程对读者的数学基本功要求比较高（一些他认为明显的步骤和次要的细节情形就会跳过），但又不迷失于琐碎繁难的各种数学细节，每一本书都有清晰的物理思想作为贯穿前后的指引，贯彻“直觉先行”的特点。整套书以统一的“理论物理式”风格，描述了一个理论物理工作者应当具备的基础知识。朗道展示了以最少的基本信息，由第一性原理出发，快速猜测和推导出重要公式的“物理直觉”。只凭少量原理和直觉指引就能得出涉及自然规律的大量重要结论是理论物理学的一大特色，也是还原论思想在科学领域中的充分体现。书中有许多习题本身就曾是研究成果，甚至有朗道以前从未公开发表的研究。
- Л. Д. Ландау; Е. М. Лифшиц.  [力学]. Курс теоретической физики 1 5. Москва: ФИЗМАТЛИТ（俄语：ФИЗМАТЛИТ）. 2012. ISBN 978-5-9221-0819-5 （俄语）.
- Л. Д. Ландау; Е. М. Лифшиц.  [场论]. Курс теоретической физики 2 8. Москва: Физматлит. 2012. ISBN 5-9221-0056-4 （俄语）.
- Л. Д. Ландау; Е. М. Лифшиц.  [量子力学 (非相对性理论)]. Курс теоретической физики 3 6. Москва: Физматлит. 2008. ISBN 978-5-9221-0530-9 （俄语）.
- В. Б. Берестецкий; Е. М. Лифшиц; Л. П. Питаевский.  [量子电动力学]. Курс теоретической физики 4 4. Москва: Физматлит. 2002. ISBN 5-9221-0058-0 （俄语）.
- Л. Д. Ландау; Е. М. Лифшиц.  [统计物理学 (第1部分)]. Курс теоретической физики 5 5. Москва: Физматлит. 2010. ISBN 5-9221-0054-8 （俄语）.
- Л. Д. Ландау; Е. М. Лифшиц.  [流体动力学]. Курс теоретической физики 6 6. Москва: Физматлит. 2015. ISBN 978-5-9221-1625-1 （俄语）.
- Л. Д. Ландау; Е. М. Лифшиц.  [弹性理论]. Курс теоретической физики 7 5. Москва: Физматлит. 2007. ISBN 5-9221-0122-6 （俄语）.
- Л. Д. Ландау; Е. М. Лифшиц.  [连续媒介质电动力学]. Курс теоретической физики 8. Москва: Физматлит. 2005 （俄语）.
- Е. М. Лифшиц; Л. П. Питаевский.  [统计物理学 (第2部分)]. Курс теоретической физики 9. Москва: Физматлит. 2004 （俄语）.
- Е. М. Лифшиц; Л. П. Питаевский.  [物理动力学]. Курс теоретической физики 10 2. Москва: Физматлит. 2007. ISBN 978-5-9221-0125-7 （俄语）.

其中《流体动力学》和《弹性理论》在1954年之前原为一册《连续介质力学》。

### 其它教材
- Л. Д. Ландау; А. И. Ахиезер; Е. М. Лифшиц.  [普通物理学：力学和分子物理学] 2. Москва: Наука（英语：Наука）. 1969 [1965] （俄语）.
  - 英文版：L. D. Landau; A. I. Akhiezer; E. M. Lifshitz.  [普通物理学：力学和分子物理学]. J. B. Sykes (英译者), A. D. Petford (英译者), C. L. Petford (英译者) 1. New York: Pergamon Press. 1967 [1965]  [2018-05-04]. ISBN 9780080091068. （原始内容存档于2020-09-14） （英语）.
- L. D. Landau; Ya. Smorodinsky.  [原子核理论讲义]. Dover Publications（英语：Dover Publications）. 2011 [1959]  [2018-05-04]. ISBN 9780486675138. （原始内容存档于2020-09-14） （英语）.

### 大众读物
朗道也参与创作了不少科学普及读物。这些书籍或是小册子属于扫盲级别的读物，配有不少卡通插图，适合没接触过物理或缺乏物理基础教育的读者(如了解三角函数的中学生)：
- Л. Д. Ландау; А. И. Китайгородский（俄语：Китайгородский, Александр Исаакович）.  [物理体]. Физика для всех 2. Москва: Наука. 1980 [1978] （俄语）.
  - 英译版：Lev Landau; Alexander Isaakovich Kitaigorodsky.  [物理体]. Physics for Everyone. Martin Greendlinger (英译者) 2. 莫斯科: Mir Publications（英语：Mir Publications）. 1980 [1978]  [2018-05-04]. ISBN 9780714715506. （原始内容存档于2020-09-14） （英语）.
  - 汉译版：Lev Landau; Alexander Isaakovich Kitaigorodsky. . 大众物理学 1. 黄高年 (汉译者), 李煊 (汉译者), 汪泰临 (汉译者), 姚兆生 (汉译者), 姜淑华 (责任编辑) 1. 中国北京: 科学出版社, 新华书店北京发行所. 1981 （中文（中国大陆））. (统一书号: 13031·2958)
- Л. Д. Ландау; А. И. Китайгородский.  [分子]. Физика для всех 2. Москва: Наука. 1980 [1978] （俄语）.
  - 英译版：Lev Landau; Alexander Isaakovich Kitaigorodsky.  [分子]. Physics for Everyone. Martin Greendlinger (英译者) 2. Mir Publications. 1980 [1978]  [2018-05-04]. ISBN 9780714715513. （原始内容存档于2020-09-14） （英语）.
  - 汉译版：Lev Landau; Alexander Isaakovich Kitaigorodsky. . 大众物理学 2. 闫金铎 (汉译者), 黄高年 (汉译者), 姜淑华 (责任编辑) 1. 科学出版社, 新华书店北京发行所. 1983 （中文（中国大陆））. (统一书号: 13031·1738)
- Lev Landau; Georgh B. Rumer（英语：Yuri Rumer）.  [什么是相对性？]. N. Kemmer (英译者). Dover Publications. 2003 [1961]  [2018-05-04]. ISBN 978-0486428062. （原始内容存档于2020-09-14） （英语）.

注：《大众物理学》(俄語：«Физика для всех»)一共有4卷，但有朗道作为作者署名的仅有前2卷，而第3卷《电子》(俄語：«Электроны»)和第4卷《光子和原子核》(俄語：«Фотоны и ядра»)仅是由亚历山大·基泰戈罗特斯基1人所著。

## 传记
- Alexander Dorozynski.  [他们不能让此人死去] 1. Secker & Warburg. 1965 （英语）.
[查证请求]
- Анна Михайловна Ливанова.  [朗道] 2. Москва: Знание. 1983 [1979]  [2018-09-26]. （原始内容存档于2020-09-14） （俄语）. (作者是女性物理学者，可在线阅读)
  - 英译版：Anna Livanova.  [朗道——伟大的物理学者兼教师]. J. B. Sykes (英译者). Oxford: Pergamon Press（英语：Pergamon Press）. 1980. ISBN 9781483285542 （英语）.
- Кора Ландау-Дробанцева.  [学者朗道；我们这样过日子]. ЗАХАРОВ. 1999. ISBN 5-8159-0019-2 （俄语）. (朗道妻子写的回忆录)
- 波利斯·C·格罗别茨(Борис Горобец).  [朗道的轨迹，天才的一生]. ЛКИ. 2012. ISBN 978-5-382-01363-3 （俄语）.
- Майя Бессараб.  [列夫·朗道：传奇故事]. 2011 （俄语）.（有13小时时长的俄语有声读物版发行）（注：书名中的“Роман”在俄语里有“浪漫爱情”或“小说”之意）
  - 汉译版：迈娅·比萨拉比. . 李雪莹. 中国高等教育出版社. 2018. ISBN 978-7-04-050462-0 （中文（中国大陆））.[73]

## 文化影响

### 文学
- 俄国作家瓦西里·格罗斯曼的名作《生活与命运（英语：Life and Fate）》中的主角维克托·施特鲁姆（俄語：Виктор Штрум）是一名核物理学者。该书的英译者罗伯特·钱德勒（Robert Chandler）指出此人物形象源于朗道。[來源請求]

### 流行文化
- 2019年，朗道诞辰111年之际，Google在首页放上了纪念朗道的涂鸦。[74][75]
- 2020年，俄罗斯导演伊利亚·赫尔扎诺夫斯基（Ilya Khrzhanovsky）历时约10年拍摄好的系列电影《列夫·朗道》（DAU）开始陆续上映。希腊裔指挥家提奥多·库伦奇斯（Teodor Currentzis）在片中饰演朗道。该系列电影由于表演尺度大、演出方式过于新奇出格（演员几乎全为按自身人设即兴演出、没有预先设定剧情）而引起关注和争议。相比传统电影，它带有更多艺术探索和真实社会人性实验的成分。虽在俄罗斯招致不少差评和抗议，但是《列夫·朗道：娜塔莎》仍然获得了第70届柏林电影节最佳艺术贡献奖。[76][77][78]

## 参閱
- 朗道理論物理研究所

### 文内引用
1. 1 2 3 4  见Livanova 1983。
2. ↑  . 沪江俄语. 2013年9月21日  [2018年9月25日]. （原始内容存档于2020年9月14日） （中文（中国大陆））.
3. ↑  这是安德烈·萨哈罗夫给的评价，英文原文为“In his influence on the development of science in our country and the entire world, Landau is one of the top figures.”出自Gorelik 2005，第252頁 (位于该书第14章“从军工物理到和平的宇宙学”(From Military Physics To Peaceful Cosmology)第3节“宇宙中的物质与反物质”(Matter and Antimatter in the Universe)。
4. ↑   [1962年诺贝尔物理学奖]. 諾貝爾基金會.   [2011年8月8日]. （原始内容存档于2012年6月22日） （英语）.
5. 1 2 3 4 5 6 7 8 9 10 11 12 13 14 15 16 17  王洪鹏. . 现代物理知识. 2005, 17 (5)  [2018-09-26]. （原始内容存档于2018-09-26） （中文（中国大陆））.
6. 1 2 3  见Janouch 1979，第78-79頁 (位于原文第1节“神童和活跃分子”)。
7. 1 2 3 4 5 6 7 8 9 10 11  见Kojevnikov 2004，第75頁 (位于原书第4章“列夫·朗道的游学之旅，或是说在文化革命大环境中的理论物理学”(Lev Landau's Wanderjahre, or Theoretical Physics in the Context of Cultural Revolution)第1节“一位苏联科学家的教育经历”(Education of a Soviet Scientist)。
8. ↑  见郝柏林 2008，第671頁。
9. 1 2 3 4 5  见Kojevnikov 2004，第75頁 (位于原书第4章“列夫·朗道的游学之旅，或是说在文化革命大环境中的理论物理学”(Lev Landau's Wanderjahre, or Theoretical Physics in the Context of Cultural Revolution)第1节“一位苏联科学家的教育经历”(Education of a Soviet Scientist)。
10. ↑  见郝柏林 2008，第666頁。
11. 1 2  见Thorne 1994，第159頁 (位于该书第5章“坍缩是必然的”第2节“朗道”)。
12. ↑  见Kojevnikov 2004，第88頁 (位于原书第4章“列夫·朗道的游学之旅，或是说在文化革命大环境中的理论物理学”(Lev Landau's Wanderjahre, or Theoretical Physics in the Context of Cultural Revolution)第3节“一场量子反叛”(A Quantum Rebel)。
13. 1 2 3  见Thorne 1994，第160頁 (位于该书第5章“坍缩是必然的”第2节“朗道”)。
14. 1 2 3 4 5 6 7 8 9 10  "星河". . 科学时报.   [2018-11-11]. （原始内容存档于2017-05-09） （中文（中国大陆））.
[查证请求]
15. 1 2 3  A. T. Grigorian. . . 刘向新 (翻译). 科学普及出版社. 1985: 321–324 （中文（中国大陆））.
英文原文：A. T. Grigorian. . encyclopedia.com.   [2018年5月25日]. （原始内容存档于2020年9月14日） （英语）.
16. 1 2 3 4 5 6 7 8 9 10  邢志忠. . 科学时报. 2014, (8)  [2018-11-11]. （原始内容存档于2020-09-14） （中文（中国大陆））.
17. ↑  见Thorne 1994，第166頁 (位于该书第5章“坍缩是必然的”第2节“朗道”)。
18. ↑  见Gorelik 2005，第111頁 (位于该书第7章“在贝利亚指挥下的核子物理”(Nuclear Physics Under Beria's Command)第2节“库恰托夫，‘大外交官’”(Kurchatov, the "Great Diplomat")。
19. ↑  Gorelik 2005，第111頁 (位于该书第7章“在贝利亚指挥下的核子物理”(Nuclear Physics Under Beria's Command)第2节“库恰托夫，‘大外交官’”(Kurchatov, the "Great Diplomat")。
20. ↑  见Livanova 1983第6章。
21. ↑  Ginzburg 1989，第57頁
22. 1 2 3  见杨建业 2008，第361頁。
23. 1 2  见杨建业 2008，第360頁。
24. ↑  见杨建业 2008，第361頁
25. 1 2  . 环球科学; 新浪科技 (转载网站). 2018年12月12日  [2019年6月5日]. （原始内容存档于2020年9月14日） （中文（中国大陆））.
26. ↑   [新圣女公墓——学者列夫·达维多维奇·朗道]. 新圣女公墓官方网站.   [2018年5月3日]. （原始内容存档于2019年6月7日） （俄语）.
27. 1 2  见郝柏林 2008，第667頁。
28. ↑  Gloria B. Lubkin.  [朗道百年纪念]. American Physical Society. 2009年  [2018年9月25日]. （原始内容存档于2020年9月14日） （英语）.
29. ↑  季向东. 吕浩然 (责任编辑); 于达维 (责任编辑); 刘明晖 (版面编辑) , 编. . 财新网. 2017年12月29日  [2019年6月6日]. （原始内容存档于2020年9月14日） （中文（中国大陆））.
30. 1 2 3  Tatyana Baturina; Valerii M. Vinokur. . H. Rogalla; P. H. Kes  (编).  [超导百年] (pdf) 1. CRC Press, Taylor & Francis Group. 2011: 51–65  [2018年9月24日]. （原始内容存档 (PDF)于2018年9月24日） （英语）.
31. 1 2   [希格斯现象 —— 构建物质块：麦克米兰物理百科补充材料]. encyclopedia.com.   [2018年9月24日]. （原始内容存档于2020年9月14日） （英语）. Indeed, before the correct theory of superconductors (resulting from the work of John Bardeen, Leon Cooper, and John Schreiffer) was constructed, a "toy" model that explained superconductivity was proposed by Vitalii Ginzburg and Lev Landau, building on the earlier ideas of Fritz London.
32. 1 2 3 4 5  见Gorelik 2005，第191頁 (位于该书第12章“苏联培养下的理论物理学者”(Theoretical Physicists in Soviet Practice)第1节“塔姆，朗道，以及‘缘由’”(Tamm, Landau, and the "Cause")。
33. 1 2 3  见Gorelik 2005，第159頁 (位于该书第10章“动工”(The Installation)第3节“制作‘千层糕’”(making sloyka)。
34. ↑  见Gorelik 2005，第160頁 (位于该书第10章“动工”(The Installation)第3节“制作‘千层糕’”(making sloyka)。
35. 1 2 3 4  Dmitry G. Yakovlev; Pawel Haensel; Gordon Baym; Christopher J. Pethick.  [列夫·朗道与中子星的概念]. Physics Uspekhi. 2013, 56 (3): 289–295. arXiv:1210.0682v1 . doi:10.3367/UFNe.0183.201303f.0307 （英语）.
36. ↑  见Thorne 1994，第166-167頁 (位于该书第5章“坍缩是必然的”第3节“奥本海默”)。
37. 1 2 3 4 5 6 7 8  见郝柏林 2008，第669頁。
38. ↑  Pierre Hohenberg.  [从原子弹到朗道研究所——自传与最高非机密] (pdf). Physics Today. 2013, (66)  [2018年5月25日]. doi:10.1063/PT.3.2182. （原始内容存档于2020年6月6日） （英语）.
39. ↑  见Shifman 2013。
40. 1 2  见郝柏林 2008，第670頁。
41. 1 2  弗拉基米尔·柯萨诺夫; 弗拉基米尔·维希金. 杨漾 (汉译者). . 科学文化评论. 2004, (1) （中文（中国大陆））.
42. 1 2 3 4  华新民. . 科学文化评论. 2009, 6 (2) （中文（中国大陆））. |section=被忽略 (帮助)
43. 1 2 3 4  Gennady Gorelik.  [朗道的机密生活] (PDF) (277). Scientific American; Nature: 72–77. 1997. doi:10.1038/scientificamerican0897-72 （英语）.
44. 1 2  见Gorelik 2005，第90頁 (位于该书第5章“安德烈·萨哈罗夫，塔姆的研究生”(Andrei Sakharov, Tamm's Graduate Student)第3节“原子之内，核，与热核”(intra-atomic, nuclear, and thermonuclear)。
45. 1 2 3 4 5  见郝柏林 2008，第668頁。
46. 1 2 3 4  见Janouch 1979，第79頁 (位于原文第1节“神童和活跃分子”)。
47. 1 2 3  见杨建业 2008，第359頁。
48. 1 2 3 4 5 6  见Janouch 1979，第85頁 (位于原文第5节“‘废话’与‘病态’”)。
49. 1 2 3  刘晓宇; 蒋惠玲. . . 20世纪发明创造故事丛书. 陈芳烈 (主编), 乐嘉龙 (副主编), 郭仁松 (副主编) 1. 中国济南市经十路127号 (泰山出版社), 中国北京东直门外新中街11号 (中华工商联合出版社): 泰山出版社, 中华工商联合出版社. 1997: 84–90 （中文（中国大陆））.
50. ↑  见Janouch 1979，第80, 81-82頁 (位于原文第2节“列宁格勒——哈尔科夫——莫斯科”)。
51. ↑  见Ryutova-Kemoklidze 1995，第121頁 (位于第8章“物理学者们忙于工作且认为这样再正常不过了”(Physicists Went About Their Work and Regarded It As Perfectly Normal))，摘录如下：“It is said of Landau's character in his youthful years that he was cocky and outspoken in his judgements to the point of deliberate eccentricity. These traits reminded me of the young Mayakovsky when he... I think that such exaltation of the ego is characteristic of geniuses who are still seeking a position which is worthy of their talents. When Mayakovsky won general recognition he softened, became more approachable and kinder. Landau followed the same pattern. When universal recognition came to him - both at home and abroad - he stopped being arrogant.”
52. ↑  见Ryutova-Kemoklidze 1995，第121頁 (位于第8章“物理学者们忙于工作且认为这样再正常不过了”(Physicists Went About Their Work and Regarded It As Perfectly Normal))，摘录如下：“There are many stories about Landau's arrogance. His friends, pupils and pupils' pupils hand on these legends from mouth to mouth and in them there clearly appears an inevitable element of fabrication. We shall not "enrich" the distortions which, unfortunately, already exist in the literature about Landau. There are, however, also well-documented facts.”
53. ↑  见管惟炎 2004，第82頁。
54. ↑  Горобец Борис Соломонович.  [纪念伊戈尔·朗道(1946-2011)]. 7iskusstv.com. 2012年3月28日  [2018年9月25日]. （原始内容存档于2020年9月14日） （俄语）.
55. ↑  
Tony Hey.  [爱因斯坦之镜]. Cambridge University Press. 1997: 1. ISBN 0-521-43532-3 （英语）.
56. ↑  
Asoke Mitra; Susan Ramlo; Amin Dharamsi; Asoke Mitra; Richard Dolan; Lee Smolin.  [新一代爱因斯坦需要积极环境和独立精神]. Physics Today. 2006, 59 (11): 10. Bibcode:2006PhT....59k..10H. doi:10.1063/1.2435630 （英语）.
57. ↑  见Ginzburg 1989，第60頁，原文摘录如下：“Even Landau mentioned his "classification" less often as the years passed, and he started to take a more sober view of classifying people.”
58. ↑  见Ryutova-Kemoklidze 1995，第120頁 (位于第8章“物理学者们忙于工作且认为这样再正常不过了”(Physicists Went About Their Work and Regarded It As Perfectly Normal))，摘录如下：“Pavel Sigismundovich Ehrenfest introduced me to Landau at a conference on theoretical physics in Berlin at the very end of 1929. Landau said to me regretfully: 'Just as all the pretty girls are all spoken for and married, so are all the best problems already solved ... I doubt if I shall find anything worthwhile among those that remain.' But he did find something. In January 1930, while staying with Pauli in Zurich, he discovered what he called the last of the great problems - the analysis in quantum terms of the movement of electrons in a constant magnetic field. He solved this problem in the spring of that year while in Cambridge with Rutherford. So it was that Landau's diamagnetism and Pauli's paramagnetism came upon the scene at the same moment in the history of physics ...”
59. 1 2  见Ryutova-Kemoklidze 1995，第121頁 (位于第8章“物理学者们忙于工作且认为这样再正常不过了”(Physicists Went About Their Work and Regarded It As Perfectly Normal))，摘录如下：“A typical example is Landau's telegram to Niels Bohr. In 1931, when Landau was in England, Dirac gave an account at a seminar of the work which had led to his famous equation. He tried to make sense of it in terms of "the positively charged electron" (the future positron!). Bohr held Landau's work in high estimation and sent him Dirac's paper, asking him his opinion. He soon received a telegram from Landau in which he gave his assessment of Dirac's ideas. The telegram was short and unambiguous: "Quatsch" - i. e., rubbish. This is yet another proof of the difficulty with which even brilliant minds bring themselves to accept new ideas. But no one in that age of heated argument took offence at such attacks.”
60. ↑  陈学雷. . 新浪科技. 2018年1月5日  [2019年1月25日]. （原始内容存档于2020年6月7日） （中文（中国大陆））.
61. ↑  吴以义; 陈克艰. . 中华读书报. 2012年11月14日  [2018年9月25日]. （原始内容存档于2020年6月6日） （中文（中国大陆））. |section=被忽略 (帮助)
62. ↑  卢昌海. . 现代物理知识. 2012, (4)  [2018-11-11]. （原始内容存档于2020-09-14） （中文（中国大陆））.
63. ↑  吴振荣; 刘慧. 肖金星 , 编. . 兰州大学报. 2017, (第896期)  [2019-01-28]. （原始内容存档于2019-01-29） （中文（中国大陆））. |section=被忽略 (帮助)
64. ↑  见Gorelik 2005，第254頁 (位于该书第14章“从军工物理到和平的宇宙学”(From Military Physics To Peaceful Cosmology)第1节“发明家还是理论家？”(Inventor or Theorist?)。
65. ↑  见Thorne 1994，第159-160頁 (位于该书第5章“坍缩是必然的”第2节“朗道”)。
66. ↑  见Ginzburg 1989，第60頁，原文摘录如下：“For example, Landau considered himself inferior "in class" to a number of other physicists and his contemporaries. This was particularly true of his attitude toward Feynman, who was 10 years younger than Landau. In 1962 I met Feynman at a conference in Poland. Feynman was concerned about Landau's health and inquired after him. (The two had never met.) I mentioned how highly Landau thought of Feynman's results, and that he ranked them higher than his own. Feynman was somewhat embarrassed by this and resolutely declared that Landau was wrong in so judging him. Such comparisons are not my main point... By the way, of all the physicists I have known personally, nobody resembled Landau more than Feynman. The resemblance extends to many things, scientific style, aspects of their personalities and behavior, and interest in pedagogical ideas. Even among famous physicists there is a diversity of talents. Niels Bohr and Landau, for instance, were on opposite extremes. Landau and Feynman I see as having had very similar talents. The similarity seems to me to be genetic. The differences, which one could attribute to their different surroundings and different upbringing, are certainly also very large. What a pity it is that these two remarkable physicists never met. It really pains me to think of this "product" of our past.”
67. ↑  见Khalatnikov 1989，第220-223頁。
68. ↑  YouTube上的Murray Gell-Mann - The Moscow meeting on particle physics: Part 3 (55/200)（英文）
69. ↑  V.I. Arnold. A. V. Goryunov (英译者). . Успехи мат (наук). 1998, 53 (1): 229–234  [2019-01-30]. （原始内容存档于2020-12-06） （英语）.弗拉基米尔·阿诺尔德. 欧阳顺湘 (汉译者).  (PDF). 数学文化. 1998, 3 (4): 40–52  [2019-01-30]. （原始内容 (pdf)存档于2018-03-16） （中文（中国大陆））.
70. 1 2 3   [朗道中学 —— 构建您的未来]. Azerbaijan Baku Landau School.   [2019年10月13日]. （原始内容存档于2020年10月31日） （英语）.
71. ↑  Lutz D. Schmadel.  [小行星名称词典] 5. Springer Verlag. 2003: 174  [2011-08-07]. ISBN 3540002383. （原始内容存档于2012-11-14） （英语）.
72. ↑  见大众物理学_物理体 1980，第6頁 (位于“致俄语第4版前言”)。
73. ↑  . 高等教育出版社门户网站.   [2018年12月2日]. （原始内容存档于2020年9月14日） （中文（中国大陆））.
74. ↑  . Google. 2019年1月22日  [2019年10月13日]. （原始内容存档于2020年9月14日） （英语）.
75. ↑  YouTube上的Lev Landau Google Doodle Лев Ландау लेव डेविडविच लैंडौ（英文）
76. ↑  程晓筠. . 澎湃新闻. 2020年2月29日  [2021年5月22日]. （原始内容存档于2021年5月22日） （中文（中国大陆））.
77. ↑  吴俊燊. 李永博 (编辑); 李立军 (校对) , 编. . 新京报. 2020年3月2日  [2021年5月22日]. （原始内容存档于2021年5月22日） （中文（中国大陆））.
78. ↑  . 上观新闻; 中青在线 (转载网站). 2020年3月6日  [2021年5月22日]. （原始内容存档于2021年5月22日） （中文（中国大陆））.

### 补充来源
- 郝柏林. 刘寄星 (协助资料搜集), 周海军, 施郁.  (PDF). 物理. 2008, 37 (9): 666–671  [2018-05-03]. （原始内容 (pdf)存档于2011-12-03） （中文（中国大陆））.
- Margarita Ryutova-Kemoklidze (Маргарита Рютова-Кемоклидзе).  [量子世代：物理学黄金时代的光耀与悲剧]. John Hine (英译者) 1 (电子版). 柏林 & 海德堡 & 纽约: Springer-Verlag. 1995. ISBN 978-3-642-49357-7. doi:10.1007/978-3-642-49357-7 （英语）.
- 伊萨克·M·哈拉尼科夫.  [朗道：物理学家兼普通人——关于朗道的回忆集]. J. B. Sykes (英译者) 1 (电子版). Pergamon Press. 1989. ISBN 9781483286884 （英语）.
- Vitaly Lazarevich Ginzburg.  [朗道对物理学和物理学者的态度] (pdf). Physics Today. 1989-05, 42 (5): 54–61  [2019年6月24日]. （原始内容存档 (PDF)于2019年2月17日） （英语）.
- Mikhail Shifman. Mikhail A. Shifman , 编.  [朗道魔咒：理论物理学命运的形成之时]. World Scientific Publishing Co. Pte. Ltd. 2013. ISBN 978-9814436564 （英语）.（注：书名中的“spell”一词兼有“咒语”和“一段岁月”之意。）
- 管惟炎; 何淑铃 (整理). . . 李雅明 (主编) 1. 台湾国立清华大学出版社. 2004. ISBN 957-29880-3-4 （中文（臺灣））.
- 弗·杨诺赫 (FrantisÌek Janouch). 张保成 (汉译者).  [朗道的生活和工作]. 自然辩证法通讯. 1979, (4) （中文（中国大陆））.
- 基普·S·索恩. 吴炜; 颜汩 , 编.  [黑洞与时空弯曲——爱因斯坦的幽灵]. 《第一推动丛书》第2辑. 李泳 (汉译者) 1. 中国湖南省长沙市展览馆路66号: 湖南科技出版社. 2000 [1994]. ISBN 7-5357-2695-X （中文（中国大陆））.
- Gennady Gorelik; Antonina W. Bouis. . Oxford University Press. 2005. ISBN 978-0-19-515620-1 （英语）.
- 杨建邺. . 郑丽慧 (责任编辑)  (编).  1. 济南市经九路胜利大街39号: 山东画报出版社. 2008. ISBN 978-7-80713-653-8 （中文（中国大陆））.
- Alexei B. Kojevnikov.  [斯大林的伟大科学：苏联科学家的时代与冒险]. History of Modern Physical Sciences 1. London: Imperial College Press. 2004. ISBN 1-86094-419-1 （英语）.
- Laurie M. Brown; Brian Pippard; Abraham Pais.  [20世纪物理学]. UK: Institute of Physics Publishing. 1995. ISBN 9781563963148 （英语）.

### 延伸阅读
- 王棣生. . 现代物理知识. 1994年, (S1) （中文（中国大陆））.
- Pierre Hohenberg.  [从西方眼光看列夫·朗道] (pdf). 美国物理协会: 9. 2009年3月18日  [2018年10月29日]. （原始内容存档 (PDF)于2020年11月23日） （英语）. (这是美国物理协会的一份会议内容幻灯片，其中第9页包含通过“朗道势垒”的全部学生姓氏。)